# Säkularlehre

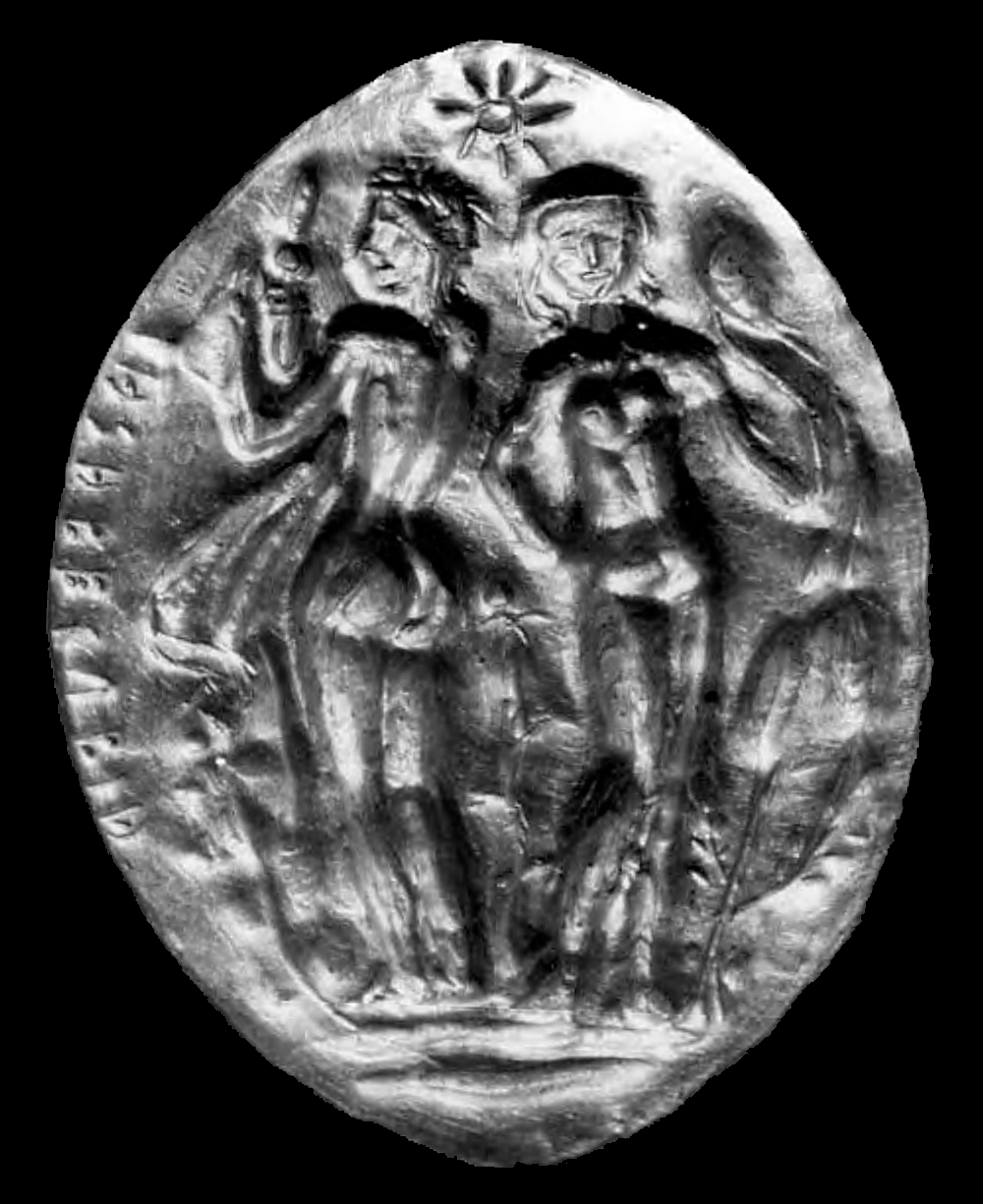
Die Nymphe Vegoia (links) auf einem Goldring aus dem 3. Jahrhundert v. Chr. Am linken Rand in etruskischen Buchstaben die Inschrift ihres Namens: Lasa Vecuvia. Sie blickt vermutlich in einen Wahrsagespiegel.

Die Säkularlehre war wesentlicher Bestandteil der etruskischen Religion und Weltanschauung. Nach Überzeugung der Etrusker war die Lebenszeit ihrer Zivilisation und Kultur aufgrund der Vorsehung höherer Mächte begrenzt auf eine bestimmte Anzahl von Saecula (lat. saeculum, Zeitalter, Menschenalter, Jahrhundert). Die vorherbestimmte Zeitspanne betrug je nach Überlieferung acht oder zehn Saecula, wobei ein Saeculum etwa hundert Jahre umfasste.

## Antike Quellen
Censorinus, ein römischer Grammatiker und Schriftsteller aus dem 3. Jahrhundert n. Chr., berichtet in seinem Werk De die natali (dt. Über den Tag der Geburt), dass die Etrusker ihre Säkularlehre erst im achten Saeculum niedergeschrieben haben. Diesen Aufzeichnungen war zu entnehmen, dass die ersten vier Saecula jeweils 100 Jahre andauerten, das fünfte 123 Jahre, das sechste und siebte jeweils 119 Jahre. Das achte sei zur Zeit der Niederschrift gerade im Gang gewesen und ein neuntes und zehntes würden noch bevorstehen. Nach Ablauf dieser Zeitalter sei das Ende des etruskischen Namens (lat. Nomen Etruscum) gekommen. Censorinus bezieht sich dabei zeitlich und inhaltlich auf ein untergegangenes Werk von Marcus Terentius Varro, einem bedeutenden römischen Polyhistor aus dem 1. Jahrhundert v. Chr., der wahrscheinlich Zugang zu etruskischen Aufzeichnungen und ihren lateinischen Übersetzungen hatte.
Nach Censorinus begann das erste Saeculum mit dem Tag, an dem sich die etruskischen Städte konstituiert hatten. Wer von den Personen, die an diesem Gründungstag geboren worden waren, am längsten lebte, der bestimmte durch seinen Todestag das Ende der ersten Epoche und den Beginn der zweiten. Alle nachfolgenden Saecula endeten mit dem Tod der ältesten Person, die am Tag, an dem das Saeculum begonnen hatte, bereits geboren war. Da den Menschen das Ende eines Saeculums verborgen geblieben wäre, wurden göttliche Zeichen gesandt. Demnach umfassten die Saecula jeweils größtmögliche Lebensspannen. Bemerkenswert ist, dass viele der Saecula gleich lang waren.
Im Corpus agrimensorum Romanorum ist ein Textfragment mit der Lehre der Nymphe Vegoia (etruskisch Lasa Vecuvia) überliefert. Darin heißt es, dass das vorletzte Lebensalter beginnt, wenn die Menschen aufgrund ihrer Habsucht in Etrurien die Grenzsteine verrücken, um ihren Besitz zu vergrößern. Diese Prophezeiung wurde wahrscheinlich im 1. Jahrhundert v. Chr. verfasst und könnte sich auf Sullas Landreform des Jahres 88 v. Chr. beziehen, die in Etrurien mit weitreichenden Konfiskationen von Ländereien verbunden war. Demnach begann das neunte Saeculum im Jahr 88 v. Chr.
Das Fragment der Vegoia-Prophezeiung stammte wahrscheinlich aus einem größeren Komplex, der die Zeiten nicht überdauert hat und bereits in der Antike als libri vegoici bezeichnet wird. Inhalt dieser Bücher waren vermutlich kosmische Prophezeiungen und Mythen der Welterschaffung. Ob die Säkularlehre ebenfalls Teil dieser Bücher war und damit zu den Offenbarungen der Nymphe Vegoia zu zählen ist, kann nur vermutet werden. Die libri vegoici waren Teil der Etrusca disciplina, einem Regelwerk zu den religiösen Lehren und Praktiken der Etrusker.
Nach Plutarch gibt es insgesamt acht Zeitalter, die sich im Leben und in den Bräuchen der Menschen voneinander unterscheiden. Diese Zeitalter bilden den Kreislauf eines „großen Jahres“. Immer wenn ein Kreislauf ausläuft und ein anderer beginnt, wird von der Erde oder vom Himmel ein besonderes Zeichen gesandt. Im Jahr 88 v. Chr. haben etruskische Wahrsager aufgrund der Götterzeichen, darunter laute Posaunenklänge aus einer wolkenlosen und klaren Luft, den Anbruch eines neuen Zeitalters verkündet. Sofern Plutarch hier Bezug auf die Säkularlehre nimmt, könnte es nach etruskischer Lehre auch nur acht Saecula gegeben haben. Dann hätte im Jahr 88 v. Chr. das achte und letzte Saeculum der Etrusker geendet.
Servius, ein römischer Grammatiker und Schriftsteller aus dem späten 4. und frühen 5. Jahrhundert n. Chr., schreibt in seinem Kommentar zu Vergils Eclogae, dass nach der Ermordung Cäsars im Jahre 44. v. Chr. und dem unheilverkündenden Erscheinen eines Kometen der etruskische Seher Vulcanius den Beginn eines neuen Saeculums verkündet habe. Nach der Preisgabe dieses Geheimnisses der Götter soll er zur Strafe tot umgefallen sein, wie er es selbst vorausgesagt hatte. Wenn man von zehn Saecula ausgeht, dann endete demgemäß im Jahr 44. v. Chr. das neunte Saeculum und das zehnte und letzte Saeculum nahm seinen Anfang. Für das Ende des letzten Zeitalters der Etrusker gibt es keine historischen Quellen.

## Chronologie der Saecula
Aus den genannten Daten lässt sich ausgehend von zehn Saecula eine hypothetische Chronologie entwickeln. Dabei wird vereinfachend angenommen, dass das achte Saeculum auch 119 Jahre umfasste.
| Saeculum | Zeitdauer | Zeitraum        |
| -------- | --------- | --------------- |
| 1        | 100       | 968–868 v. Chr. |
| 2        | 100       | 868–768 v. Chr. |
| 3        | 100       | 768–668 v. Chr. |
| 4        | 100       | 668–568 v. Chr. |
| 5        | 123       | 568–445 v. Chr. |
| 6        | 119       | 445–326 v. Chr. |
| 7        | 119       | 326–207 v. Chr. |
| 8        | 119       | 207–88 v. Chr.  |
| 9        | 44        | 88–44 v. Chr.   |
| 10       | ?         | 44–? v. Chr.    |

Insgesamt ergibt sich ein Zeitraum von etwa 1000 v. Chr. bis zur Zeitenwende. Diese Eckdaten entsprechen grob den historischen Befunden. Um 1000 v. Chr. trat die etruskische Zivilisation erstmals in Erscheinung. Etwa zur Zeitenwende verschwanden durch die voranschreitende Romanisierung die letzten Elemente der etruskischen Kultur. Die etruskische Sprache war am Ende des 1. Jahrhunderts v. Chr. ausgestorben.